# Blandville
Blandville – miasto w Stanach Zjednoczonych, w stanie Kentucky, w hrabstwie Ballard.